# Imezdaten
Imezdaten (en berbère : Imezdaten [i.m'.z'.dà.tèn'], en caractères tifinaghs : ⵉⵎⴻⵣⴷⴰⵜⴻⵏ, en arabe : إمزذاثن) est un village en Kabylie situé à 15 km au sud-ouest de la commune de Tizi ouzou, l'aarsh de Betrouna (ibetrunen), dans la Wilaya de Tizi Ouzou, en Algérie.
Par ses reliefs montagneux, le village est le point culminant de la commune de Tizi Ouzou avec une altitude de 726 m, ce qui fait un accès de vue générale vers toute la région de la Kabylie, dont la ville de Tizi-ouzou et les localités du Djurdjura et ses environs.
Le village d'Imezdaten est le plus grand village de la région d'Ibetrunen estimé a une superficie de 2,35 km2 et une longueur maximale de 2,5 km et 1,5 km de largeur, ces mesures fait de ce village l'un des villages les plus peuplées de Betrouna d'environ 1 200 habitants de village et qui se compose de familles Boumghar, Lounnaci, Louaid, Amiri, Oubabas, Gouarab, Attellah, Ghanine, Oubahri, Hassaïne, Aggad, Khellid, Aguemal, Gadri, Adel, Terrah, Smahi, Talbi, Bennounas, Fodil, Abdelli et Sadoudi.
Historiquement, le village d'Imezdaten est le premier village évacué par le colonisateur français dans la Kabylie en 1956 durant la période de Guerre de libération nationale, en cause de sa position stratégique et de sa hauteur, il a été bombardé par l'aviation de l'occupant, les abris des villageois ont été détruits, lors de l'indépendance, l'État a construit 2 cités pour l'habitation, la cité de Ain Meziab et d'imezdaten.

## Toponymie
Le nom Imezdaten est à l'origine du mot berbère Ar zedat signifiant « ceux qui vont en avant », ou « les braves ». Le nom de village est "Imezdaten" arabisé en appellation de "Mezdatta", et anciennement aussi appelé par les arabes par le nom de "M'zidène". Le nom a été défiguré par les secrétaires de l'état-major dans les dépêches et rapports durant le colonialisme français.

### Explication des noms de village
- Imezdaten : c'est le nom en Tamazight caractères latins[9],[note 3].
- ⵉⵎⴻⵣⴷⴰⵜⴻⵏ : c'est le nom en Tamazight caractères Tifinaghs[note 4].
- Mezdatta : c'est la forme arabisé en caractères latins (depuis cette forme : مزداتة)[note 5].
- Amezdat (Amezdhath) : singulier de mot Imezdaten, est la gentilé des habitants du village. (imezdaten est le nom de village, et en même temps la gentilé en pluriel)[note 6].
- Mezdattien(e) : c'est la gentilé en Français.
- Mezdata (mauvaise écriture) : plusieurs sites et sources font des erreurs en écrivant ce terme avec un seul (T)[10],[note 7].
- مزداتة : c'est l'écriture en arabe (traduit depuis l'écriture en français "Mezdatta")[note 8].
- إمزذاثن : c'est l'écriture en arabe (traduit depuis l'écriture en tamazight "Imezdaten")[note 9].

## Localisation

### Situation géographique

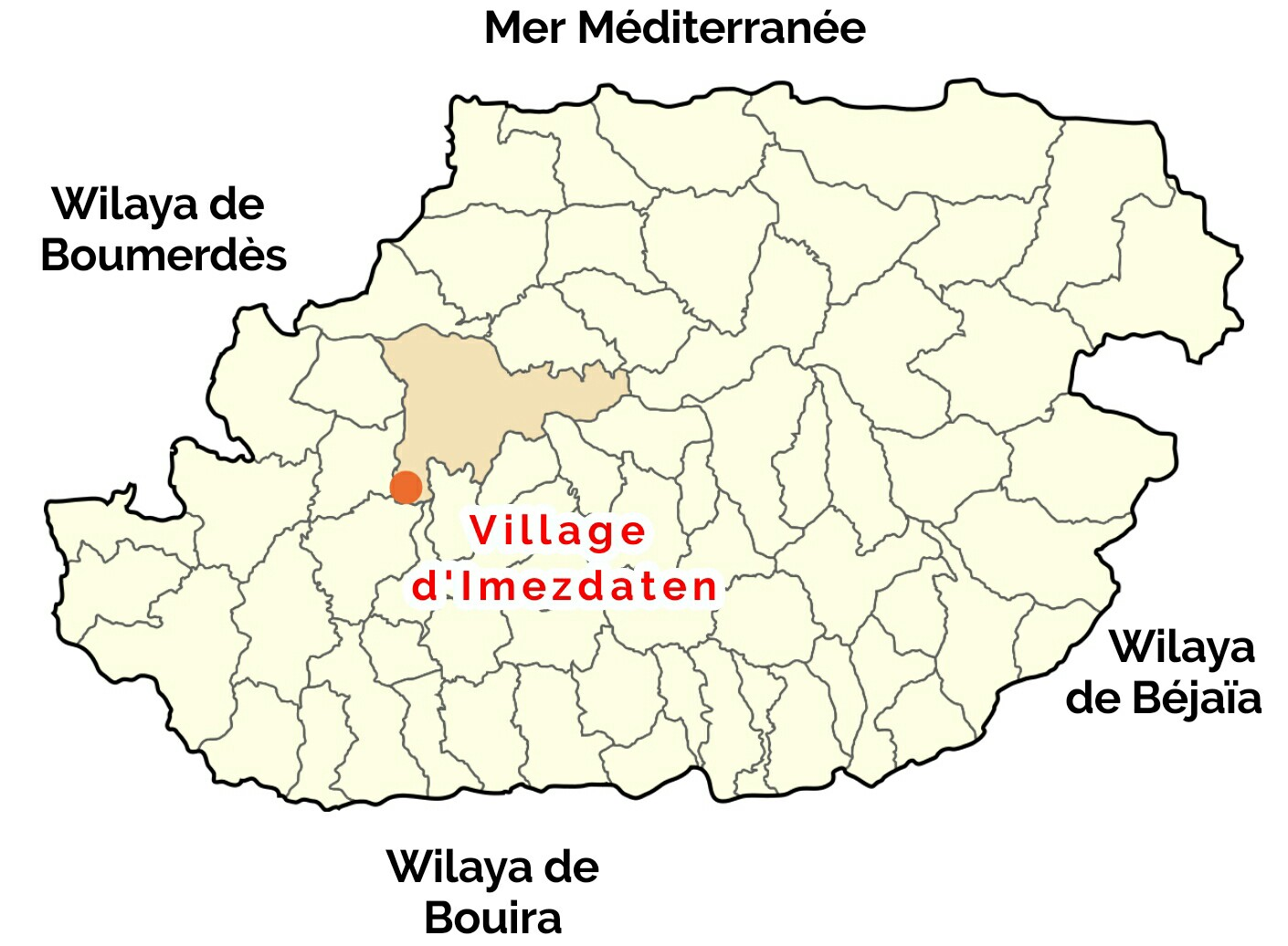
Cartographie de La Wilaya de Tizi Ouzou et la position de village d'Imezdaten (Le Point Rouge).

Géographiquement, le village est la dernière localité de la Commune de Tizi-Ouzou vers les limites de la région de Maâtkas, sur le chemin de la route nationale CW 147. Le village se situe dans une montagne qui s'appelle ighil Bou Rioul dans la tribu de betrouna, le village d'imezdaten qui touche 3 communes à la fois dont la commune de Tizi ouzou, Maâtkas et Tirmitine; est le plus haut parmi les 22 villages de Betrouna, estimé de 726 m d'altitude, lequel dont il se considère l'un des villages principales à "ibetrunen".

### Villages limitrophes
Il est entouré au nord par les villages de Taddart oufella et Ighil Ouberouak, à l'ouest par la commune de Tirmitine, à l’est par la Forêt d'Amejoud, et au sud par les deux villages d'Igariden et Anegah de la commune de Maatkas.
| Tirmitine          | Taddart oufella / Ighil Ouberouak | Forêt d'Amejoud |
| Tirmitine          | Imezdaten                         | Forêt d'Amejoud |
| Igariden (Maâtkas) | Anegah (Maâtkas)                  | Forêt d'Amejoud |

## Traditions et Coutumes

### Fêtes

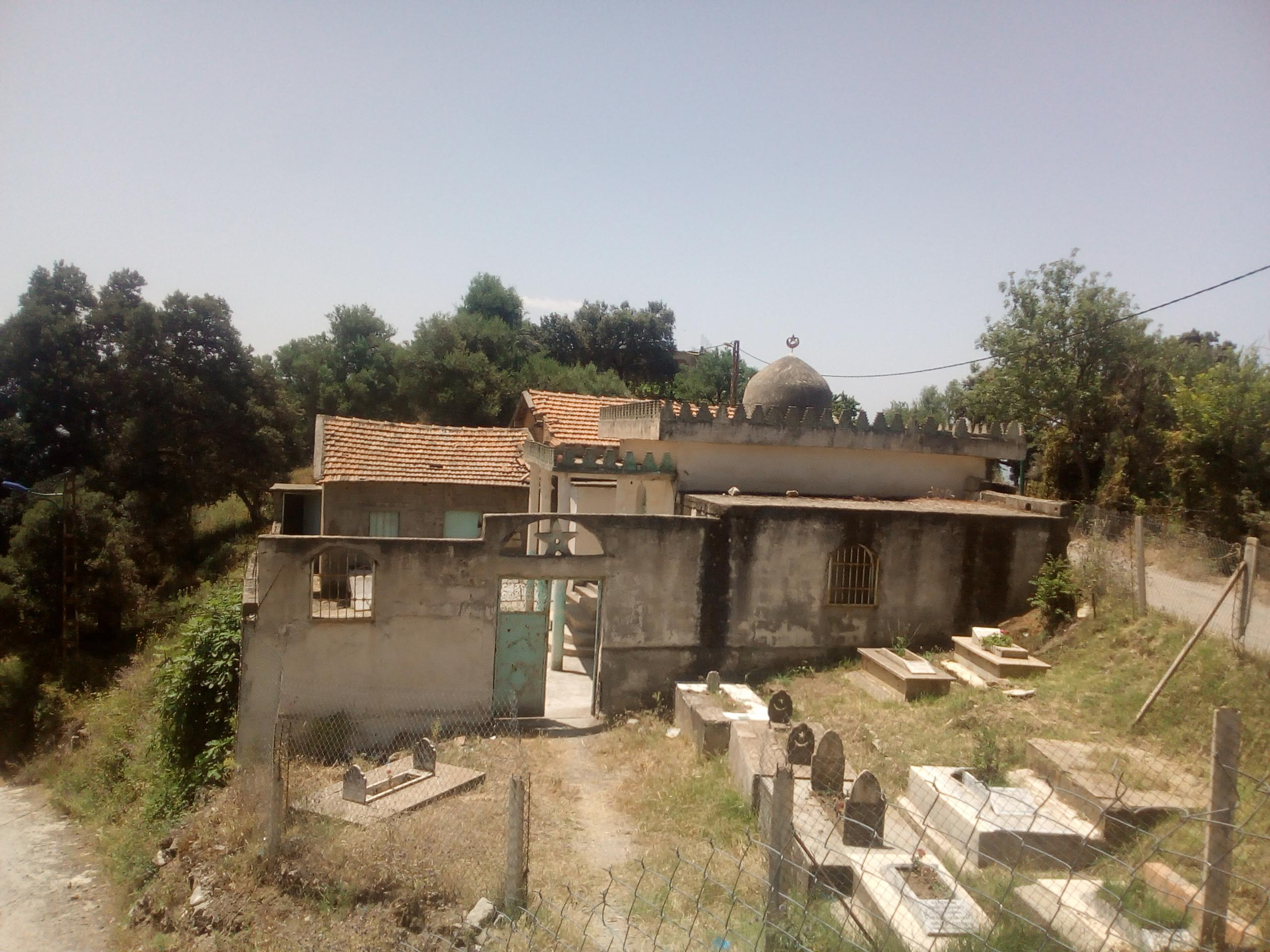
Le tombeau de Sidi Abdellah à Imezdaten (mezdatta), le lieu qui accueille la fête de Noual des marabouts

Le noual, la fête dont les villageois Marabouts d'Imezdaten célèbrent chaque année à la mosquée de l'djamaa oufella et le tombeau de sidi abdellah, l'endroit pour cette occasion. Les organisateurs invitent les habitants à un dîner, dont les enfants, les femmes, les hommes et les vieux. En particulier, les femmes préparent les différentes nourritures dont le couscous, les gâteaux, les jus, les fruits...etc, Et les hommes préparent et organisent la fête.

### Jeux traditionnels
Le village a transmis beaucoup de jeux à plusieurs générations comme dans toutes les régions de la kabylie, dont les confrontations avec des "boules en verre" (cristale) qui se joue sur terre, et le jeu de cache-cache, jeu de la Marelle, les jeux de pierres, le Foot de rue, le jeu du cactus et le "Remballage". 

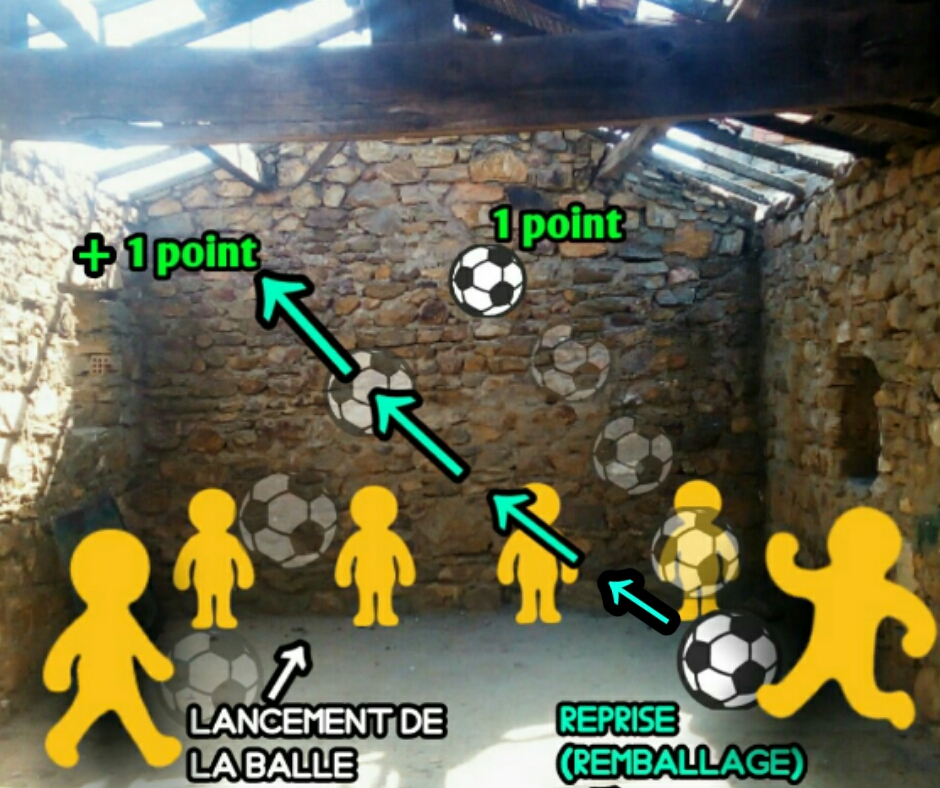
Un Schéma montre les règles et le mode de jeu de "remballage" à l'intérieur de l'djamâa oufella "djavrail". Inventé par les villageois d'imezdaten au XXe siècle (appuyez sur l'image pour l'agrandir).

 Dans la région d'imezdaten, ce dernier possède un jeu unique existe exclusivement dans ce village, inventé par les villageois à la dernière décennie de XXe siècle sous l'appellation de "remballage" (Reprise), qui se joue dans la mosquée de l'djamâa oufella, parmi les conditions, Ce jeu nécessite deux murs parallèles de 3-6 M de hauteur à une distance de 8-12 M, et deux équipes au choix jusqu'à six membres et un ballon. 
La règle de jeu est facile, chaque équipe doit occuper son propre mur, l'équipe qui commence doit avancer vers le mur de l'adversaire pour frapper la balle au mur, ce dernier doit garder le mur avec les mains et les pieds sont interdits sauf au terreur de l'adversaire et leur "équipiers", si elle touche le camp adverse ça marquera un point, La tentative de l'équipe se termine lorsque le ballon touche le sol, l'équipe qui score 10 points le premier, gagnera. Le nom de ce jeu est à l'origine du mot Français "reprise", la cause de ce nom revient à la façon de jouer (frapper la balle au mur, tu le touches tu marques un point, quand la balle revient, si le joueur arrive à la frapper une deuxième fois signe 2 point, et ainsi de suite).

## Infrastructures et lieux
- Château d'eau : de par sa hauteur le village possède un endroit propice pour un château d'eau de genre distributeur, qui distribue l'eau vers plusieurs régions comme Maâtkas et Tirmitine ainsi que la région de Betrouna. Ce château est construit durant les années 1970.

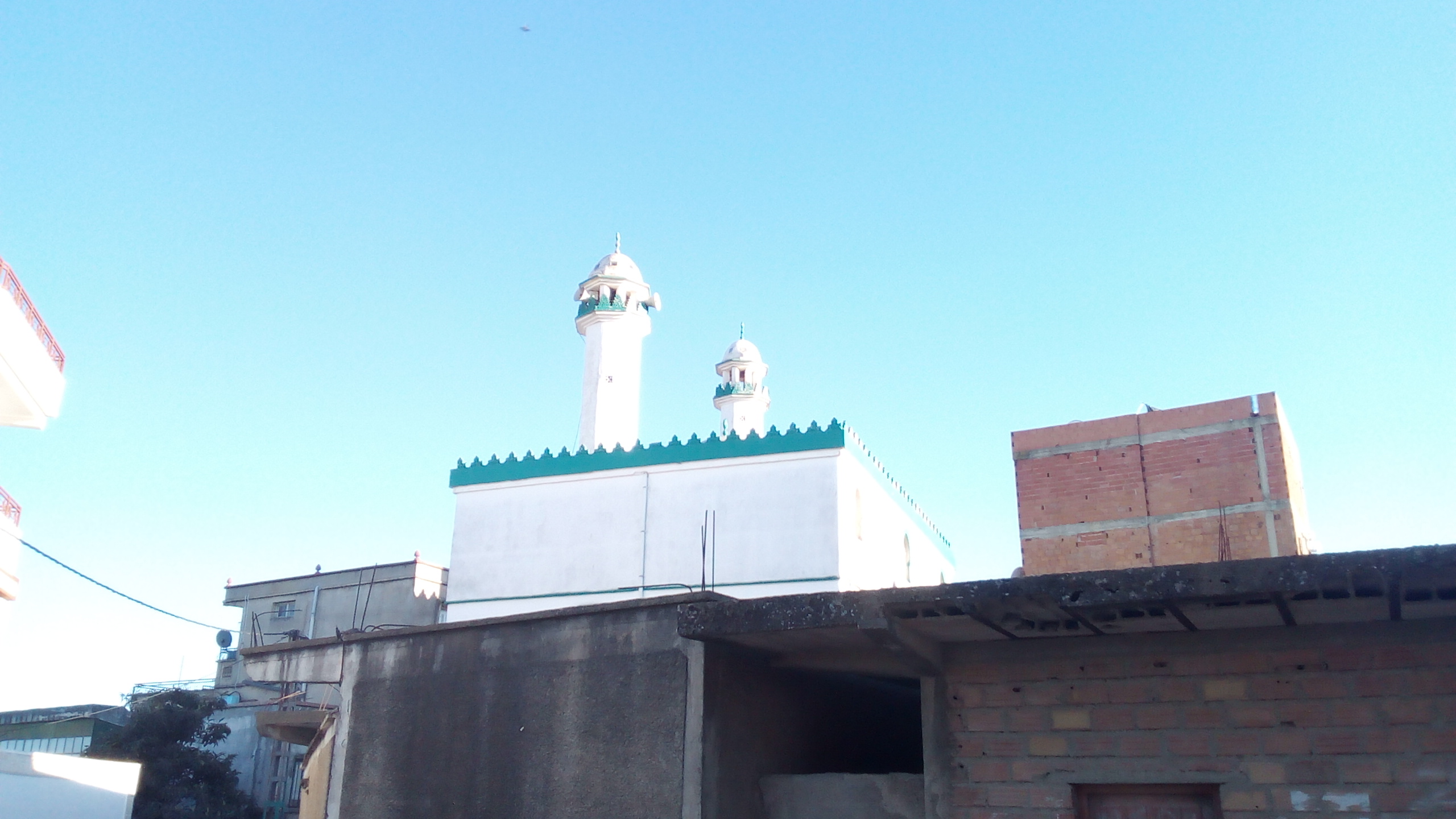
La mosquée du village d'imezdaten (Mezdatta). (Pour voir les images des autres infrastructures consulter la section Galerie).

- La mosquée : elle est au centre du village où les habitants l'ont construite dans les années 1980. La mosquée est un endroit de grande importance pour le village.
- Sidi Abdellah : c'est un tombeau de la forme d'une mosquée avec un dôme sans minaret. Ce monument selon les anciens habitants, est le gardien des lieux et du village, qu'on appelle en tamazight « aεesas ».
- École primaire : le village possède aussi une école primaire où les enfants du village commencent leur scolarité. L’école accueille environ 100 enfants au total répartis dans 5 classes. Il y a une cantine, des toilettes et une cour de recréation. L'école possède une petite base d’atterrissage pour hélicoptère à côté du camp, datant de la colonisation française.
- Ancienne école française : c'est une école abandonnée datant de la colonisation française à Mezdatta. Elle se trouve exactement à la cité  sur le côté de l'école à 200 mètres à l'ouest de la route CW 147, elle est bien préservée jusqu'à nos jours et représente une trace et une preuve historique pour le village.
- Sources d'eau (fontaines) : Mezdatta contient plusieurs sources d'eau naturelle notamment des fontaines (ce qu'on appelle en tamazight: Thala) comme Thala n Djihane, Thala n taouinine et Thalla n umejjoudh, s'est construite en ayant la forme d'une chambre avec plusieurs robinets durant la période de colonisation par un groupe des Marocains dans les années 1950, le déplacement de sable a été effectué par les villageois d’imezdaten depuis la cité vers le lieu de construction estimé de 800 m de distance.
- Thajmaεit : c'est le lieu de rassemblement des villageois. Il représente l'endroit où les habitants discutent et résolvent leurs problèmes intérieurs. Cet endroit contient aussi un immeuble spécial pour thajmaεith, de deux étages et un étage souterrain.
- L'djamaa oufella : ce monument est une vieille mosquée construite à partir de pierres. Auparavant les habitants faisaient à cet endroit ce qu'on appelle le « noual ».
- Le stade : c'est un espace de loisirs pour les jeunes de village. Il se trouve dans la forêt d'Amejoud, c'est un terrain de tuf entouré d'un siège avec des bois de fer.

## Galerie
|                   |
| Stade du village. |

|                                                      |
| Vue vers les maisons du village depuis les hauteurs. |

|                                                          |
| Le village sous la neige pendant la saison d'hiver 2019. |

| |
| La mosquée de l'djamâa oufella (djavrail). Cet endroit accueille les occasions de la fête de Noual, aussi cet immeuble est le terrain de jeu de "remballage". |

## Transport
Le village d'Imezdaten est traversé à l'ouest par la route nationale CW 147 qui passe par la région de Betrouna vers la commune de Maâtkas.
Le village possède deux lignes de transport en commun dont la ligne de « Betrouna - Tizi-ouzou » qui mènent à l'arrêt de village (la cité) depuis l'arrêt de Sud-Ouest à Tizi-Ouzou avec un paiement de 50.00 dinars. La deuxième ligne est celle de « Maâtkas - Tizi-ouzou » qui coûte 70.00 Dinars depuis l'arrêt de annar amellal jusqu'à l'arrêt de Mezdatta (la cité).
Les deux lignes vers le village ont presque la même distance; c'est 15 km, la transportation s'effectue dans des fourgons Nissan, Ford et Hyundai de 15 places, ça prendra environ 25 à 35 minutes pour arriver à l'arrêt du village, sur le chemin se trouvent plusieurs arrêts dans différents villages de Betrouna.

## Nature

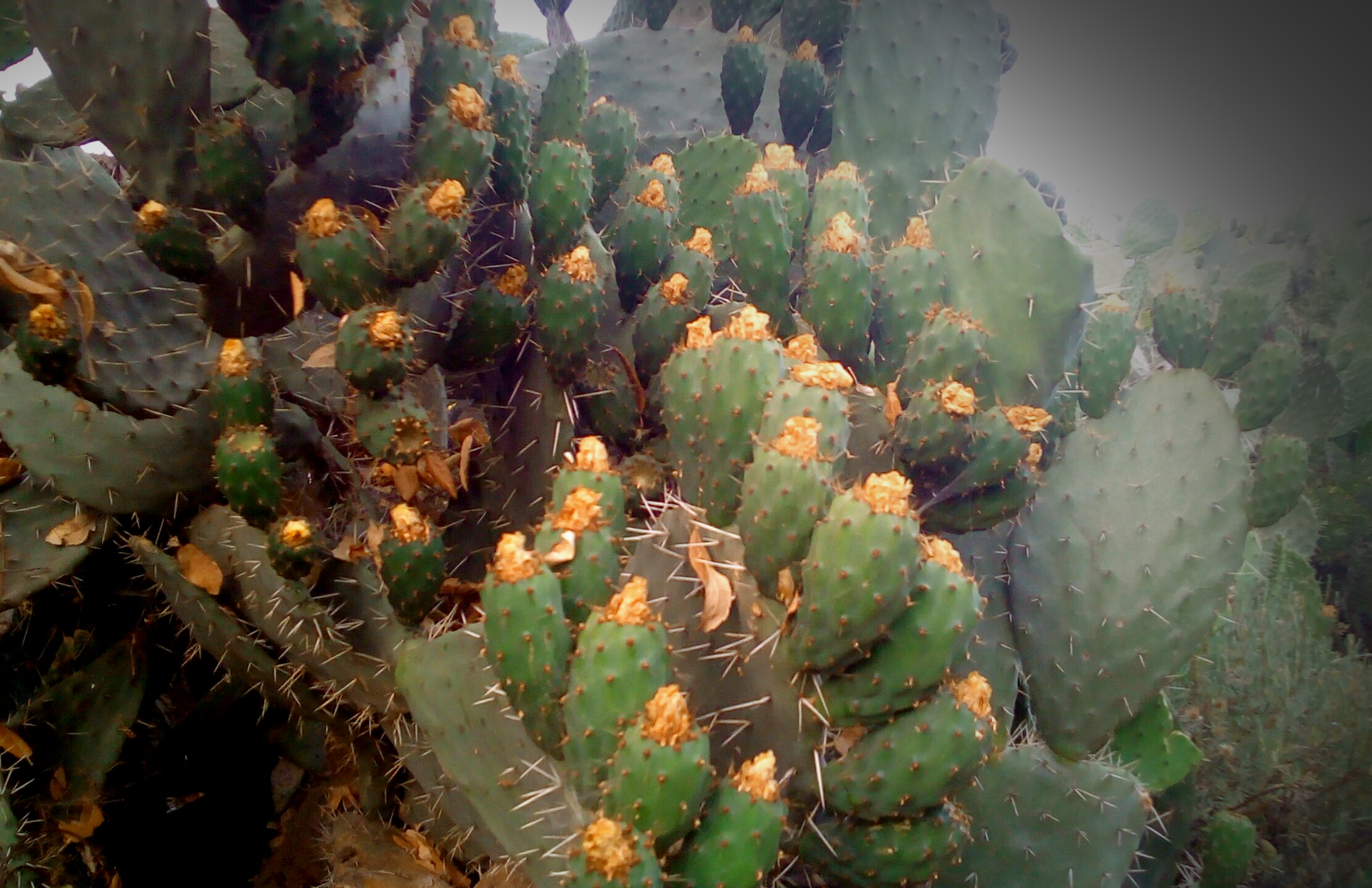
Les Figuier de Barbarie au Village d'imezdaten.

Mezdatta contient plusieurs plantes comme les Olives, le Figuier, le Figuier de barbarie, les grenades, les raisins, et avec plusieurs genres et qualité. Dans la Forêt d'Amejoud (qui occupe certaine superficie du village) en trouve aussi beaucoup de plantes dont les arbres fruitiers comme l'Arbousier, les glands du chêne vert, les chênes-lièges, les coings, et des nombreuses espèces en bas comme l'Ail à trois angles, les champignons et d'autres.
La couverture verte occupe aussi une grande superficie du village dont les forêts et l'agriculture des villageois.

## Histoire

### Durant l'occupation française 1830-1962

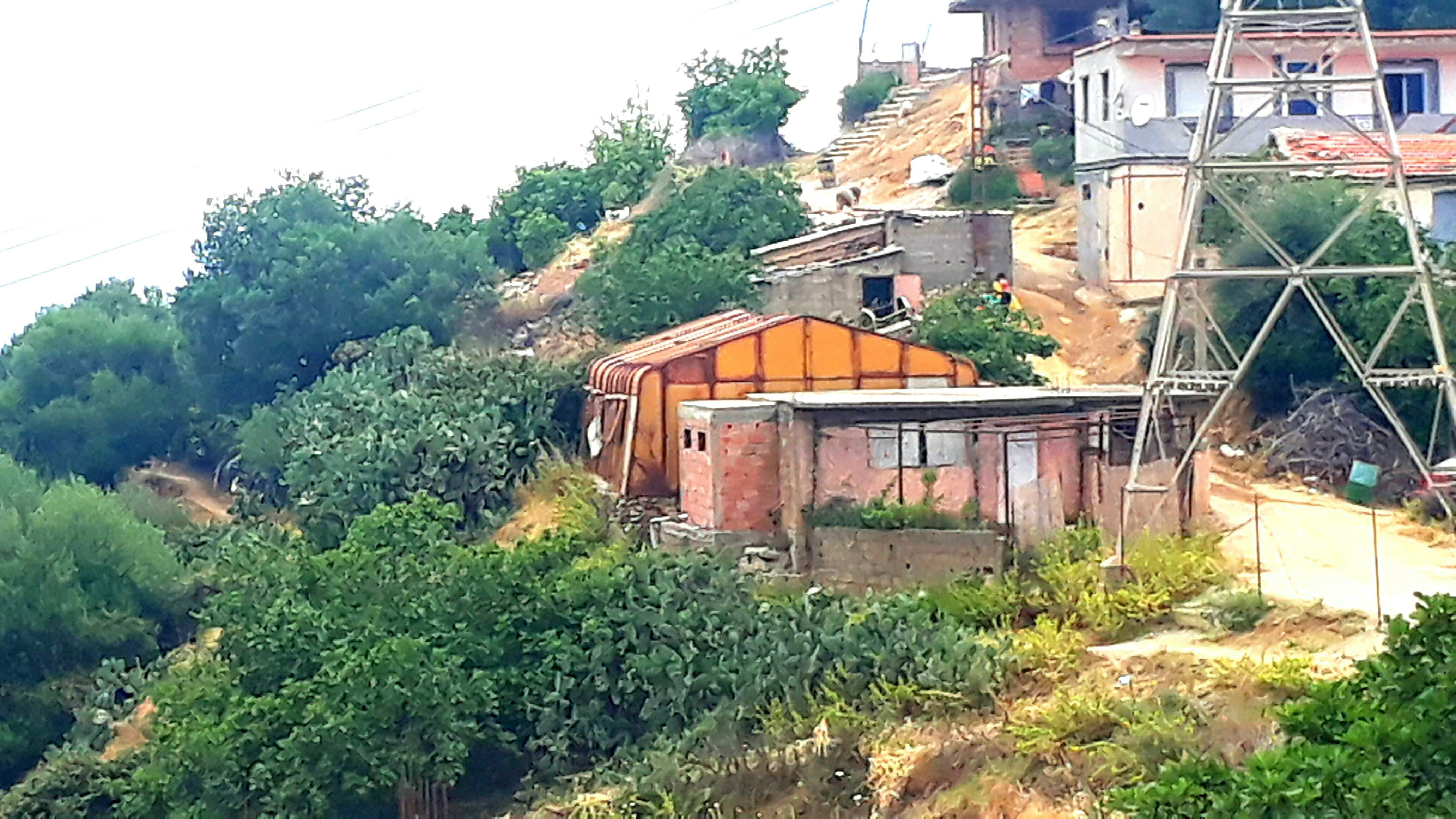
École Française laissé par l'occupant au XX à Imezdaten (l'immeuble en couleur orange derrière la maison).

Dans la seconde moitié du XIXe siècle, le colonisateur a atteint ses premiers pats dans les Ath Betrouna qui contient Sept villages, notamment qui a connu plusieurs batailles dont la bataille des Ait khelifa, la bataille de Cherif Boubaghla et El Mokrani, les déroulements des français leur a coûté 3 morts et 21 blessés chassés par les hommes d'imezdaten et d'ibetrunen, et de l'autre côté aussi cela a coûté de nombreuses âmes et martyrs, après une grande résistance, l'occupant domine la tribu d'ibetrunen, le village a été complètement évacué ، les villageois ont abandonné leurs abris pour fuir vers les autres environs, en effet, le village est devenu un village fantôme sans habitants, ce qui fait une localité sous domination française. 
Après avoir enlevé les villages de la région de Betrouna dont Thadarth Tameqrant, ait amrane (biramran), tighilt n terahi (tribu d'Ath khelifa), herouka, Iqemuden, Taddart oufella et le village d'imezdaten, En 7 juin 1871, le colonisateur français a fait du village de mezdatta une base stratégique, et un sommet idéal pour la domination des environs des Betrouna et des Maâtkas ainsi que Tirmitine, en cause de la hauteur du cette montagne, afin que d'approfondir dans la Kabylie vers les autres régions et villages. 

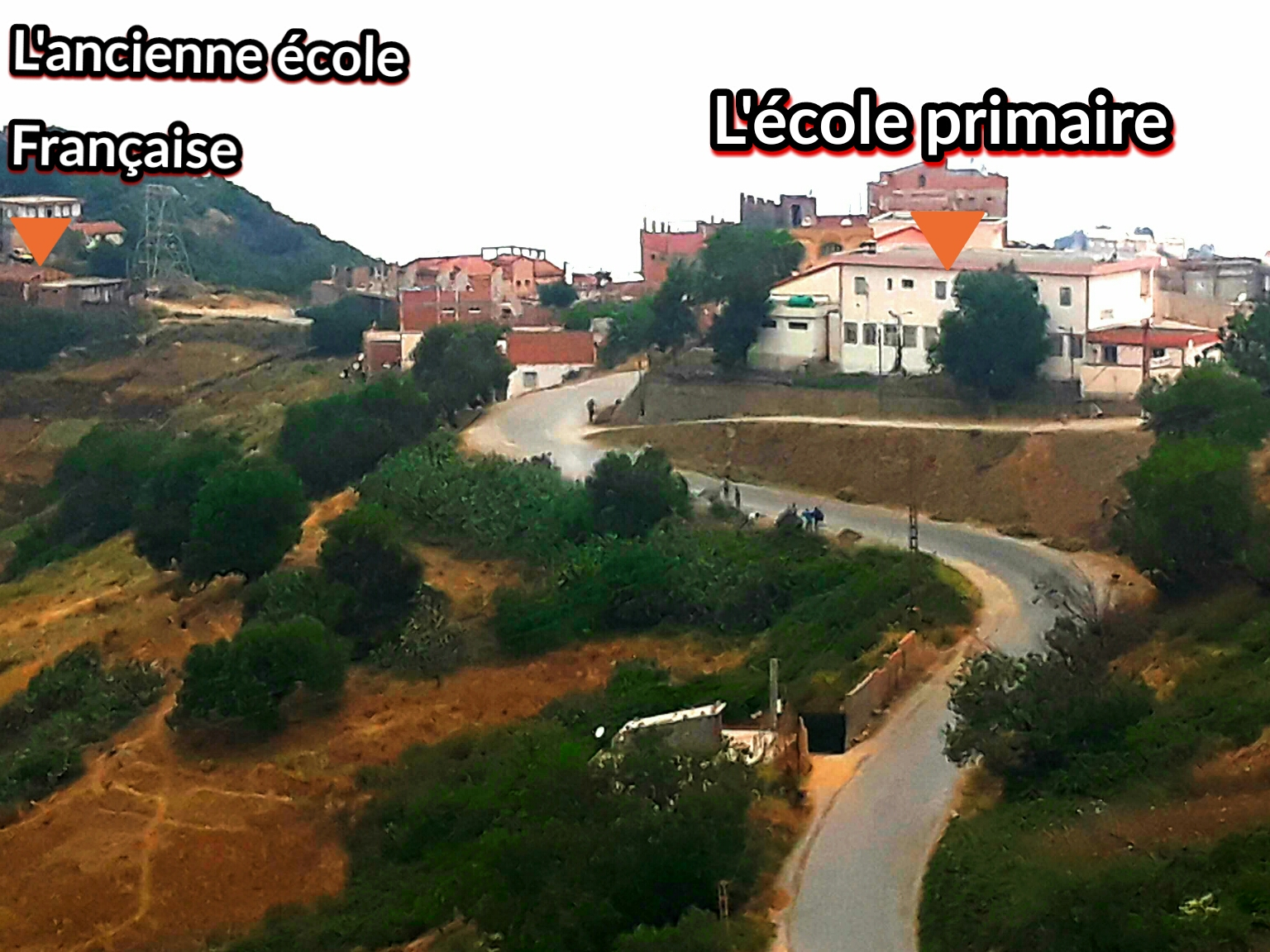
Vue sur la cité d'imezdaten, (École primaire et l'ancienne école Française).

Le colonisateur avait construit un camp au village d'imezdaten et s'installe juste en bas de la montagne a l'ouest (la cité de nos jours), et une base de surveillance à l'est en haut du village estimé de 721 m de la hauteur (château d'eau de nos jours), les troupes françaises ont également faient une petite piste pour les hélicoptères juste à côté du camp (école primaire de nos jours). Au XXe siècle, l'occupant comme dans toutes les régions kabyles a construit des écoles pour l'enseignement des villageois d'imezdaten, ces derniers apprennent attentivement et rapidement la langue française, et ce qui facilite la communication entre les habitants et le colonisateur, ce dernier a construit aussi des fontaines où il y a des sources d'eau par une main-d'œuvre marocaine et l'aide des villageois. 
Durant la guerre de libération 1954 - 1962 le village de Mezdatta à lourdement bombardé, qui laisse plusieurs morts et blessés  
Le village de Mezdatta a donné certains de ses enfants comme Martyrs durant la présence coloniale 1830-1962 (comme Ramdane Oubabas) ainsi que plusieurs personnes blessées.

### Durant la décennie noire 1991-2002

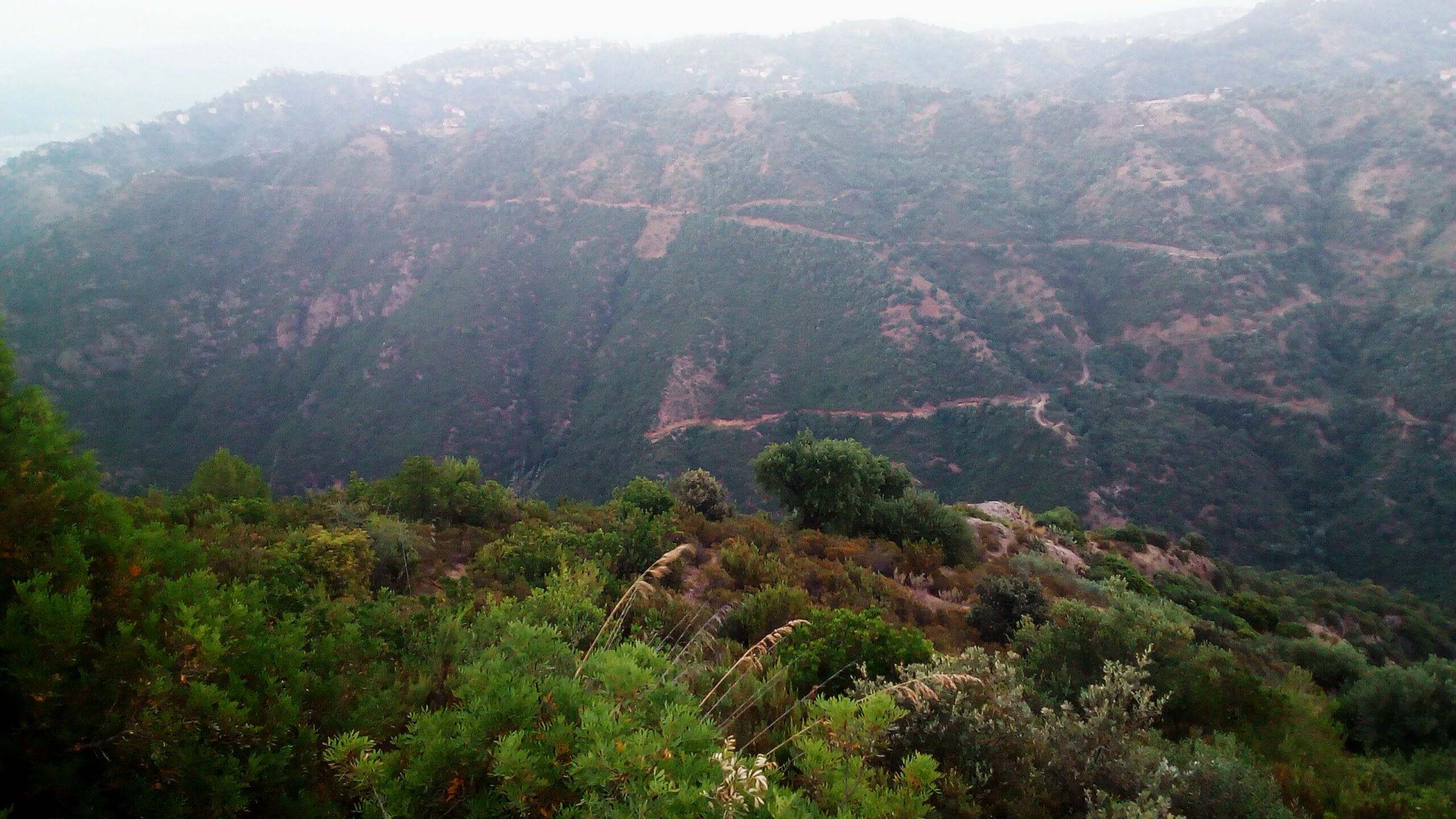
Forêt d'Amejoud au village d'imezdaten en 2020.

À la fin du XXe siècle, l'Algérie a connu une inclinaison dans le pouvoir de l'État, les villageois de Mezdatta ont traversé la période de terrorisme avec difficulté. Le village est situé dans une zone forestière qui donne un lieu idéal aux terroristes, les pièges et les mines terrestres abandonnés ou laissés par les confrontant a présenté un danger fatal pour les environs du quartier, certains des habitants sont morts et d'autres blessés en conséquence. La Forêt d'Amejoud est devenu le refuge de ces hommes, lourdement bombardé par les forces de l'ANP. En 2001 vers la fin de la période noire, l'armée nationale n'a pas quitté le village d'Imezdaten jusqu'en 2007, où les forces de l'ANP a refait le bombardement en 15 août.